# Галобатесы

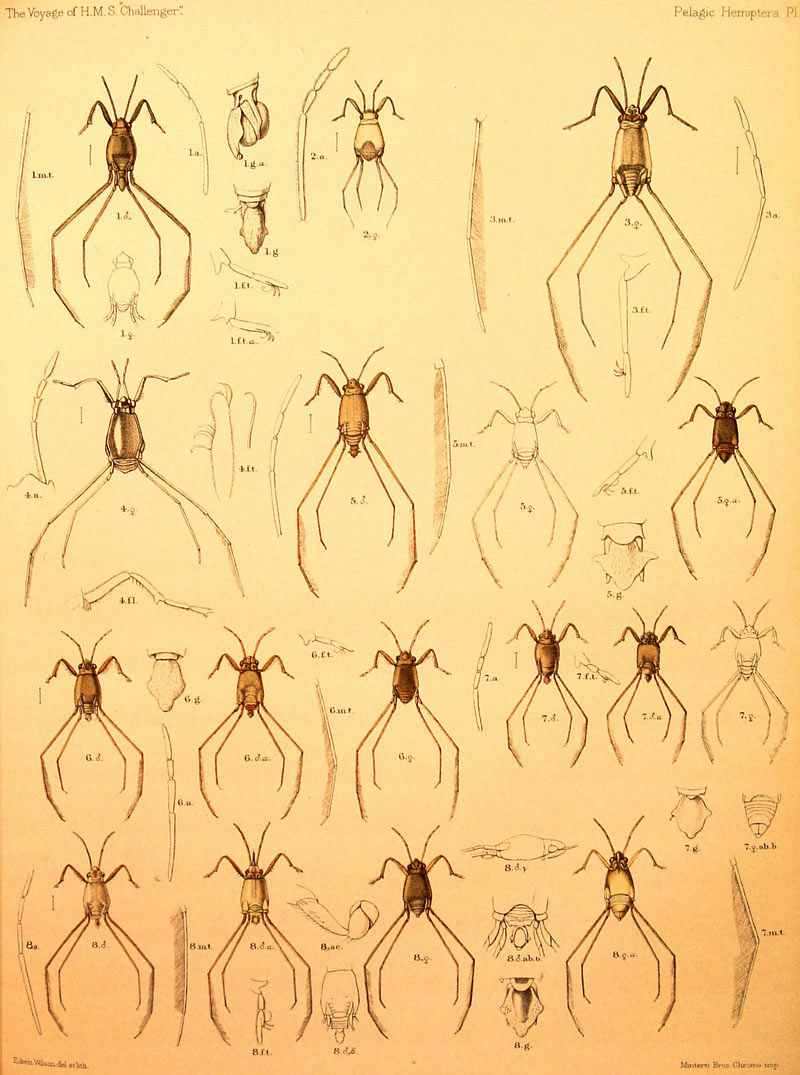
Изображение новых видов голобатесов из работы Ф. Б. Уайта (1883) по материалам британской экспедиции корвета «Челленджер» (1873—1876)

Галобатесы (лат. Halobates) — род морских клопов-водомерок из семейства Gerridae. Единственные насекомые, заселившие открытый океан и приспособившиеся к жизни в подобных условиях. Обнаружены на морской глади тропических частей Атлантического, Индийского и Тихого океанов (некоторые виды на расстоянии до сотни километров от побережий). Род включает в себя около 40 видов.

## Описание
Бескрылые клопы. Длина тела около 5 мм, размах ног достигает 15 мм. Тонкие волоски покрывают их ноги, создавая гидрофобную поверхность. Средние ноги, используемые для обычной гребли, несут развитую бахромку из длинных щетинок на голенях и лапках, увеличивающие силу тяги при движении. Задняя пара ног используется для управления движением.
Галобатесы способны передвигаться по водной поверхности со скоростью до 1 м в секунду.

## Биология
И взрослые насекомые и их личинки проводят всю свою жизнь на поверхности воды на морских волнах. Предпочитают температуру воды не ниже 20°C, в среднем — в пределах 24—28°C .
Хищники, питаются зоопланктоном, мертвыми медузами, икрой и мальками рыб, оказавшихся на поверхности океана. Они никогда не наблюдались ныряющими под воду. Хотя эти клопы проводят всю свою жизнь на волнах океана, свои яйца Halobates откладывают на плавающие на поверхности воды объекты. Такими объектами могут быть перья морских птиц, раковины, куски дерева, пластика и т. д. Яйца овальной-вытянутой формы, относительно крупные (длина 0,8—1,3 мм, ширина 0,2 мм). Они достаточно велики по сравнению с размерами тела самих клопов. Первоначально цвет яиц желтовато-оранжевый, по мере созревания эмбриона он изменяется на ярко-оранжевый. Самки откладывают от 10 до 20 яиц, из которых вылупляются личинки (нимфы), проходящие 5 возрастов до стадии имаго. В 2002 году сообщалось об обнаружении в восточной тропической части Тихого океана плавающей пластиковой бутылки из-под молока, на которой находилось около 70 тысяч яиц и 833 имаго клопов Halobates sobrinus. В 2012 году учёные из Института океанографии Скриппса в ходе проведения исследования районов Тихого океана у побережья Калифорнии выявили бурное размножение Halobates sericeus на частицах плавающего пластика, на которые они откладывают свои яйца.
Отмечено, что некоторые галобатесы могут жить в тесном контакте с колониальными гидроидами велеллой и порпитой, используя их в качестве «плота».
Основными врагами этих клопов служат некоторые виды морских птиц из отряда буревестникообразных, морская черепаха логгерхед (Caretta caretta) и морские рыбы, кормящиеся у поверхности воды.

## История открытия
Впервые галобатесы были собраны российским натуралистом Иоганном Фридрихом фон Эшшольцем во время русской кругосветной экспедиции на бриге «Рюрик» в 1815—1818 гг. (где он был в качестве судового врача). Эшшольц в 1822 году впервые дал научное описание рода и первых трёх его видов. Первая классическая и самая полная монография по Halobates была опубликована в 1883 году Ф. Б. Уайтом, в ней описывалось 11 видов, включая 6 новых для того времени, собранных во время британской экспедиции корвета «Челленджер» (1873—1876). Итоги исследований в XIX—XX веках были подведены в монографии американского биолога Й. Херринга (Jon L. Herring, 1961), в которой он описал 14 новых для науки видов и дал определитель всех известных на то время 38 видов. Последний обзор рода на современном уровне сделали в 2004 году датский зоолог Нильс Андерсен (Nils M. Andersen) и американский энтомолог Ланна Чэн (Lanna Cheng).

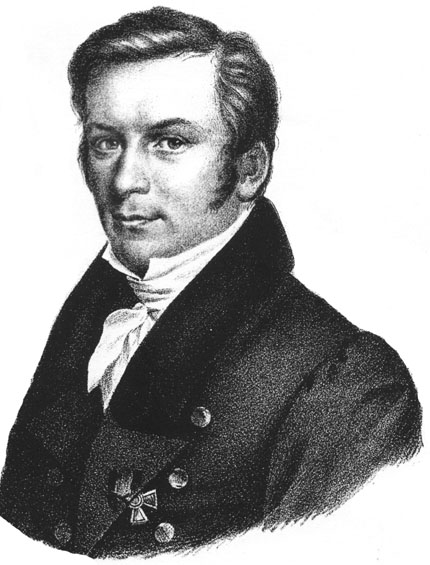
Иоганн фон Эшшольц описал первых Halobates
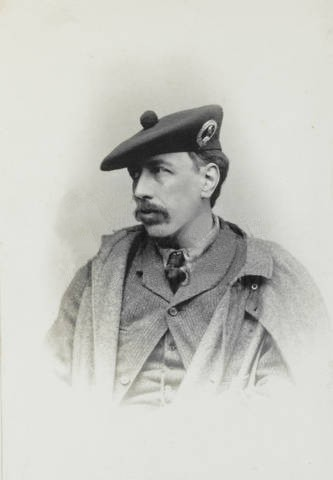
Ф. Б. Уайт, автор первой монографии о Halobates
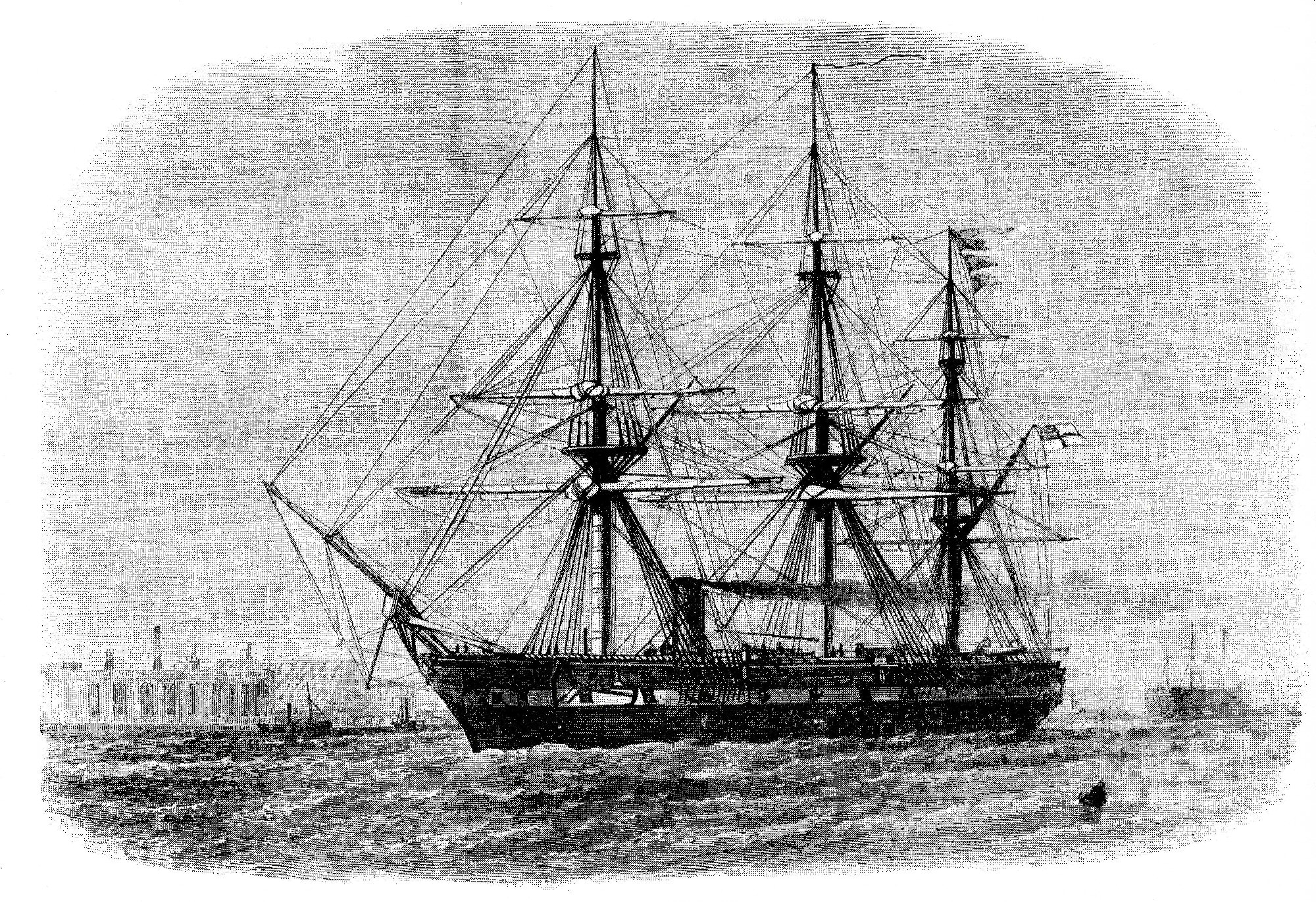
Корвет Челленджер помог в исследовании Halobates

## Систематика и распространение
Галобатесы включены в состав подсемейства Halobatinae и трибы Halobatini, вместе с филогенетически близкими родами Asclepios (встречаются в мангровых заболоченных участках и в лагунах) и Austrobates (пресноводные). От близких родов галобатесы отличаются более тёмной окраской и почти полным отсутствием шва между мезонотумом и метанотумом (у Asclepios и Austrobates этот шов развит). Известно около 40 видов Halobates. Пять из них (H. micans, H. germanus, H. sericeus, H. splendens и H. sobrinus) — пелагические формы открытого океана, найдены в тропических водах Тихого океана (H. micans найден также в Атлантическом и Индийском океанах). Другие виды связаны с мангровыми зарослями прибрежных районов или с объектами из других морских растений; много эндемичных видов, распространение которых ограничивается одним островом или группой островов в Тихом, Атлантическом и Индийском океане. Обнаружены в Красном море, но пока не найдены в Средиземном море. Ископаемый вид Halobates ruffoi найден в Pesciara Bolca, вблизи города Верона (северная Италия, эоцен, 45 млн лет), свидетельствуя о том, что в прошлом род был распространён также в Средиземноморье.

### Список видов
Род представлен примерно 40 современными видами и одним ископаемым (Halobates ruffoi).
- Halobates acherontis Polhemus, 1982[22]
- Halobates alluaudi Bergroth, 1893
- Halobates browni Herring, 1961[2]
- Halobates bryani Herring, 1961[2]
- Halobates calyptus Herring, 1961[2]
- Halobates darwini Herring, 1961[2]
- Halobates dianae Zettel, 2001[23]
- Halobates elephanta Andersen & Foster, 1992[24]
- Halobates esakii Miyamoto, 1967
- Halobates fijiensis Herring, 1958
- Halobates flaviventris Eschscholtz, 1822[1]
- Halobates formidabilis (Distant, 1910)
- Halobates galatea Herring, 1961[2]
- Halobates germanus White, 1883[3]
- Halobates hawaiiensis Usinger, 1938
- Halobates hayanus White, 1883[3]
- Halobates herringi Polhemus & Cheng, 1982
- Halobates japonicus Esaki, 1924[25]
- Halobates katherinae Herring, 1958
- Halobates kelleni Herring, 1961[2]
- Halobates lannae Andersen & Weir, 1994
- Halobates maculatus Schadow, 1922
- Halobates mariannarum Esaki, 1924[25]
- Halobates matsumurai Esaki, 1924[25]
- Halobates melleus Linnavuori, 1971
- Halobates micans Eschscholtz, 1822[1]
- Halobates mjobergi Hale, 1925
- Halobates murphyi Polhemus & Polhemus, 1991
- Halobates nereis Herring, 1961[2]
- Halobates panope Herring, 1961[2]
- Halobates peronis Herring, 1961[2]
- Halobates poseidon Herring, 1961[2]
- Halobates princeps White, 1883[3]
- Halobates proavus White, 1883[3]
- Halobates regalis Carpenter, 1892
- Halobates robinsoni Andersen & Weir, 2003
- Halobates robustus Barber, 1925
- † Halobates ruffoi Andersen et al., 1994[7]
- Halobates salotae Herring, 1961[2]
- Halobates sericeus Eschscholtz, 1822[1]
- Halobates sexualis Distant, 1903
- Halobates sobrinus White, 1883[3]
- Halobates splendens Witlaczil, 1886
- Halobates tethys Herring, 1961[2]
- Halobates trynae Herring, 1964
- Halobates whiteleggei Skuse, 1891
- Halobates zephyrus Herring, 1961[2]